# Leptogomphus inclitus
Leptogomphus inclitus – gatunek ważki z rodziny gadziogłówkowatych (Gomphidae).